# José Dias Ferreira
José Dias Ferreira (Arganil, Pombeiro da Beira, 30 novembre 1837 - Vidago, 8 septembre 1909) est un homme d'État et juriste portugais.

## Biographie
Il est le fils d'Antonio Ferreira Dias (São Martinho, Urgueira, c. 1815 - Aldeia Nova, 27 août 1880) et de son épouse Bernarda Pereira de Vasconcelos (c. 1810 -?).
Il est Premier ministre du Portugal de 1892 à 1893 et est le personnage le plus influent du pays dans le droit civil au cours de la fin du XIXe siècle.
Il épouse Amélia Ferreira Pinto Basto (Oliveira do Bairro, Oia, Quinta do Silveiro, 16 juin 1838 - Lisbonne, 1873). Il possède par ailleurs un lien de parenté éloigné avec Manuela Ferreira Leite.